# Dolîna
Dolîna (în ucraineană Долина) este orașul raional de reședință al raionului Dolîna din regiunea Ivano-Frankivsk, Ucraina. În afara localității principale, nu cuprinde și alte sate.

## Demografie
Componența lingvistică a orașului Dolîna
     Ucraineană (97,21%)
     Rusă (2,29%)
     Alte limbi (0,33%)
Conform recensământului din 2001, majoritatea populației orașului Dolîna era vorbitoare de ucraineană (97,21%), existând în minoritate și vorbitori de rusă (2,29%).